# Фукунага, Кэри
Кэ́ри Джо́джи Фукуна́га (англ. Cary Joji Fukunaga; род. 10 июля 1977, Окленд, Калифорния, США) — американский кинорежиссёр, сценарист и кинооператор. Наиболее известен как режиссёр и сценарист фильма 2009 года «Без имени» (за который он выиграл премию за лучшую режиссёрскую работу на кинофестивале «Сандэнс»), фильма 2011 года «Джейн Эйр» и как режиссёр и исполнительный продюсер сериала 2014 года канала HBO «Настоящий детектив» (за эпизод «Стой, кто идёт?» он получил премию «За лучшую режиссуру драматического телесериала» на 66-й церемонии «Эмми» в 2014 году).

## Ранняя жизнь
Фукунага родился в Окленде, Калифорнии, в семье японо-американского отца в третьем поколении, родившегося в американском лагере для интернированных японцев во время Второй мировой войны, который работал в производственной компании, а затем в Калифорнийском университете в Беркли; шведской матери, которая работала зубоврачебным гигиенистом, а затем учителем истории. Его родители развелись и каждый вступил в повторный брак, его отец женился на аргентинке, а мать вышла замуж за американо-мексиканца.
Фукунага сказал, что его дяди и тёти являются учителями начальной школы или учёными. Фукунага сказал, что его семья всегда была «конгломератом индивидуальных, вроде вынужденных переселенцев», рекомбинацией родственников и приёмных родственников, кровных и суррогатных родственников, родителей и тех, кого он звал «псевдо-родителей», которые обращались с ним как с сыном. Его семья переезжала по всей Калифорнии — Беркли, Олбани, Вальехо, Бенисию, Себастопол и обратно в Окленд.
О его детстве: Фукунага сказал, что «начал писать вымышленные истории и небольшие сценарии когда я был в пятом классе. У нас была видеокамера, у которой был видеомагнитофон, который был всё ещё прикреплённый к спинке рюкзака, как что-то из „Охотников за привидениями“, которую я хотел бы использовать. Когда мне было 14, я написал 60-страничный эпик о Гражданской войне про двух братьев, которые участвовали в Семидневной кампании, и были в полевом госпитале, и были влюблены в одну и ту же медсестру. Мы с друзьями всё время снимали мини-комедийные видео, как, например, один из нас при выполнении слэм-данка порезал бы палец бортиком — что-то вроде этого. А когда появилась „Ведьма из Блэр“, я и мои братья сняли пародию на это, когда мы потерялись в нашем собственном доме».
Фукунага начал сначала как стажёр с камерой, а позже пытался поступить в киношколу. Он является выпускником Калифорнийского университета в Санта-Крус со степенью бакалавра по истории в 1999 году, и поступил в Институт политических исследований Гренобля. Он записался в кинопрограмму выпускников школы искусств Тиша в Нью-йоркском университете.

## Карьера

### Короткометражные фильмы
Фукунага был сценаристом и режиссёром короткометражного фильма «Victoria para Chino» (2004) пока учился в Нью-Йоркском университете. Фильм был показан на кинофестивале в Сандэнсе и получил премию студента академии в 2005 году. Короткометражка выиграла приз зрительских симпатий за лучший студенческий повествовательный короткометражный фильм на кинофестивале в Остине в 2004 году.

### Полнометражные фильмы

#### «Без имени»
Фукунага сделал свой кинодебют с фильмом «Без имени», где он был сценаристом и режиссёром, и получил положительные отзывы. Фильм получил множество наград, включая режиссёрскую награду на кинофестивале в Сандэнсе в 2009 году и премию «Новый режиссёр» на Эдинбургском кинофестивале 2009 года.

#### «Джейн Эйр»
В 2010 году Фукунага снял новую адаптацию «Джейн Эйр» с Мией Васиковской, Майклом Фассбендером, Джейми Беллом и Джуди Денч в главных ролях. Фильм был выпущен в 2011 году и был номинирован на премию «Оскар» за лучший дизайн костюмов.

#### «Безродные звери»
Фукунага снял и написал сценарий к фильму «Безродные звери», основанного на одноимённом романе Узодинмы Ивеалы, в котором Идрис Эльба исполнил роль Командира, основного персонажа. Фильм был подобран Netflix за $12 миллионов как часть попытки расшириться при помощи оригинальных фильмов. 25 ноября 2015 года, Фукунага был номинирован на премию «Независимый дух» за лучшую режиссуру и лучшую операторскую работу за свою работу над «Безродными зверями», а фильм получил номинацию за лучший фильм.

#### «Не время умирать»
20 сентября 2018 года было объявлено, что Фукунага будет режиссером 25-го фильма о Джеймсе Бонде, заменив Дэнни Бойла. Он является первым американским режиссером, снявшим официальный фильм о Бонде для EON Productions. Фильм, в конечном итоге получивший название «Не время умирать», был написан Фукунагой в соавторстве с Нилом Первисом, Робертом Уэйдом и Фиби Уоллер-Бридж и в конечном итоге был выпущен в октябре 2021 года в Соединённых Штатах.

#### Написание сценариев и продюсирование
Фукунага написал большинство фильмов, которые он снял. Короткометражные фильмы, для которых он написал сценарии, включают «Кофи» (2003) и «Победа для китайцев» (2004). Он написал сценарий к своему художественному фильму «Без имени» (2009), а также свой фрагмент для фильма «кинопроект „Чайнатаун“» (2009).
Через свою производственную компанию «Parliament of Owls» Фукунага был продюсером или исполнительным продюсером большинства проектов, которыми он руководил. Он был исполнительным продюсером своих короткометражных фильмов «Кофи» (2003) и «Победа для китайцев» (2004). Он был исполнительным продюсером художественного триллера Эндрю Окпеаха Маклина «На льду», который получил «Лучший дебютный фильм» и «Хрустальный медведь» (Лучший художественный фильм для поколения 14) на Берлинском кинофестивале 2011 года, среди прочих наград.
Уорнер Бразерс выбрал Фукунагу для разработки своих адаптаций «Оно» Стивена Кинга (2017 и 2019), первая из которых изначально должна была начаться летом 2015 года. Фукунага был назначен режиссером первого фильма и, как ожидалось, станет соавтором второго. За три недели до того, как должно было начаться производство, Фукунага покинул проект.

### Телевидение

#### «Настоящий детектив»
Фукунага снял все восемь эпизодов первого сезона сериала канала HBO «Настоящий детектив», сценаристом и создателем которого является романист, писатель-фантаст и сценарист Ник Пиццолатто. Главные роли в сериале сыграли Мэттью Макконахи, Вуди Харрельсон. Фукунага также был исполнительным продюсером сериала. Первый сезон получил похвалу от критиков и был номинирован на 5 премий «Эмми». За эпизод «Стой, кто идёт?» Фукунага получил премию «За лучшую режиссуру драматического телесериала» на 66-й церемонии «Эмми» в 2014 году.
Над вторым сезоном «Настоящего детектива» Фукунага работал только в качестве исполнительного продюсера.

#### Кинематограф и другие работы
Фукунага работал кинематографистом в ряде короткометражных кинопроектов, в том числе «Ручная работа» (2013; документальный короткометражный фильм режиссера Роба Мейера), «Сикуми» (2008), «Team Queen» (2007) (короткометражный фильм режиссера Лии Мейерхофф), художественный документальный фильм «Смерть двух сыновей» (2006; режиссер Мика Шаффер), короткометражные фильмы «Clear Water» (2005; режиссер Натали Муаллем), «White» (2005; режиссер Натали Муаллем).

### Будущие проекты
В феврале 2017 года стало известно, что Фукунага ведёт переговоры о постановке «Ударной волны», драмы о подготовке к сбросу атомной бомбы на Хиросиму. В марте 2021 года он подписал контракт на режиссуру и продюсирование «Токийского призрака», основанного на одноимённой серии научно-фантастических комиксов.
С мая 2016 года сообщалось, что Фукунага вместе со Спилбергом может завершить работу над долгожданным эпическим фильмом о Наполеоне, над которым Стэнли Кубрик работал до последних дней своей жизни. В сентябре 2018 года Фукунага подтвердил эти сообщения, заявив, что он уже работает с HBO над фильмом. В том же интервью он сказал, что работает над проектом о Хиросиме, а также — над книгой, написанной Александром Дюма.
В мае 2024 года стало известно, что Фукунага станет режиссёром фильма «Блэкаут 77 года», в котором снимутся Махершала Али и Том Харди.

## Личная жизнь
Фукунага живёт в Нью-Йорке. Фукунага жил во Франции, Японии и Мехико, и говорит, что «я что-то вроде хамелеона и пытаюсь влиться в любом месте, где я нахожусь». Он свободно говорит на французском и испанском языках.
Фукунага некоторое время встречался с актрисой Мишель Уильямс в 2011 году.
Фукунага считает сценаристку Наоми Фонер своим наставником: «Мы встречались шесть лет назад в „Sundance Lab“, когда я писал „Без имени“», сказал Фукунага. «Она была моим советником. Она, вроде как, удивительная женщина. Так что теперь я пишу сценарии и она пишет сценарии, так что мы идём в кино вместе и говорим о кино. Я обращаюсь к ней за советами».

## Фильмография
| Год  | Название                                                     | Оригинальное название                                        | Режиссёр | Сценарист | Кинооператор | Исполнительный продюсер | Примечания |
| ---- | ------------------------------------------------------------ | ------------------------------------------------------------ | -------- | --------- | ------------ | ----------------------- | --- |
| 2003 | Kofi                                                         | Kofi                                                         | Да       | Да        |              | Да                      | Короткометражка |
| 2004 | Victoria para chino                                          | Victoria para chino                                          | Да       | Да        |              | Да                      | Короткометражка |
| 2004 | The Adventures of Supernigger: Episode I — The Final Chapter | The Adventures of Supernigger: Episode I — The Final Chapter |          |           | Да           |                         | Короткометражка |
| 2004 | Mating Call                                                  | Mating Call                                                  |          |           | Да           |                         | Короткометражка |
| 2004 | Mating Call                                                  | Mating Call                                                  |          |           |              |                         | Короткометражка Дополнительная камера |
| 2004 | Манговый поцелуй                                             | Mango Kiss                                                   |          |           |              |                         | захватчик |
| 2005 | Два человека                                                 | Two Men                                                      |          |           | Да           |                         | Короткометражка |
| 2005 | Kinnaq Nigaqtuqtuaq                                          | Kinnaq Nigaqtuqtuaq                                          |          |           | Да           |                         | Короткометражка |
| 2005 | Белый                                                        | White                                                        |          |           | Да           |                         | Короткометражка |
| 2005 | Чистая вода                                                  | Clear Water                                                  |          |           | Да           |                         | Короткометражка |
| 2006 | Смерть двух сыновей                                          | Death of Two Sons                                            |          |           | Да           |                         | Документальный |
| 2006 | Глаза осени                                                  | Autumn’s Eyes                                                |          |           |              |                         | Документальный Дополнительная камера |
| 2008 | Sikumi (На льду)                                             | Sikumi (On the Ice)                                          |          |           | Да           |                         | Короткометражка |
| 2008 | Just Make Believe                                            | Just Make Believe                                            |          |           |              |                         | Короткометражка Светооператор |
| 2009 | Без имени                                                    | Sin Nombre                                                   | Да       | Да        |              |                         | Премия Сандэнского кинофестиваля за драматическую режиссуру Премия Новых режиссёров от Эдинбургского кинофестиваля Номинация — Гран-при жюри Сандэнского кинофестиваля: Драма Номинация — Премия Ассоциации кинокритиков Чикаго за самого многообещающего режиссёр Номинация — Премия «Независимый дух» лучшему режиссёру Номинация — Премия «Золотой глаз» за лучший международный полнометражный фильм |
| 2009 | Проект о Китайском квартале                                  | Chinatown Film Project                                       | Да       | Да        | Да           |                         | Kiwi Lotion |
| 2011 | На льду                                                      | On the Ice                                                   |          |           |              | Да                      | |
| 2011 | Джейн Эйр                                                    | Jane Eyre                                                    | Да       |           |              |                         | Номинация — Премия «Гойя» за лучший европейский фильм |
| 2012 | Sleepwalking in the Rift                                     | Sleepwalking in the Rift                                     | Да       |           |              |                         | Короткометражка |
| 2014 | Настоящий детектив                                           | True Detective                                               | Да       |           |              | Да                      | Телесериал Премия «Эмми» за лучшую режиссуру драматического сериала |
| 2014 | Сикуми                                                       | Sikumi                                                       | Да       |           |              |                         | Короткометражка |
| 2015 | Безродные звери                                              | Beasts of No Nation                                          | Да       | Да        | Да           |                         | Номинация — Премия «Независимый дух» за лучший фильм Номинация — Премия «Независимый дух» лучшему режиссёру Номинация — Премия «Независимый дух» за лучшую операторскую работу |
| 2017 | Оно                                                          | It                                                           |          | Да        |              |                         | |
| 2017 | Алиенист                                                     | The Alienist                                                 |          | Да        |              | Да                      | |
| 2018 | Маньяк                                                       | Maniac                                                       | Да       | Да        |              | Да                      | |
| 2021 | Не время умирать                                             | No Time to Die                                               | Да       | Да        |              |                         | |
|      | Кровь на снегу                                               | Blood on Snow                                                | Да       |           |              |                         | |
|      | Блэкаут 77 года                                              | 77 Blackout                                                  | Да       |           |              |                         | |